# ماروین هینتون
ماروین هینتون (انگلیسی: Marvin Hinton؛ زادهٔ ۲ فوریهٔ ۱۹۴۰) یک بازیکن فوتبال اهل بریتانیا است.
وی سابقه بازی در تیم‌های باشگاه فوتبال چارلتون اتلتیک و باشگاه فوتبال چلسی را در کارنامه دارد.